# 姉妹えっち 〜俺が教師で兄で他人で〜
『姉妹えっち 〜俺が教師で兄で他人で〜』（しまいえっち おれがきょうしであにでたにんで）は、日本のアダルトゲームブランド・スワンが2006年11月24日に発売した18禁アドベンチャーゲーム。

## 概要
アクアハウスが2006年に活動を休止した後、同社のスタッフを受け入れてサイ・メイト（1995年創業）より社名を変更した有限会社アセンドアイのブランド・スワンのデビュー作。また、スワンのブランド立ち上げに伴い、本作よりアクアハウス時代のソフ倫審査を離れてメディ倫審査へ移行している。
教師である主人公が務める光陵学園に転入して来た父の再婚相手の連れ子である義理の妹たちと成り行きで同棲生活をすることになり、姉妹の積極的なアプローチに困惑するというストーリーである。

## 登場人物
三浦 英樹（みうら ひでき）
主人公。新任の体育教師として平穏な日々を送っていたが父親の再婚相手であった義理の妹2人が学園に転入し、そのまま自宅で面倒を見ることになってしまう。
藤城 まどか（ふじしろ まどか）
英樹の元義妹。英樹のことを「ヒデ兄」と呼ぶ。母は秀樹の父と再婚していたが現在は離婚しており、一時的に英樹の義妹であった。しっかり者でクールな性格だが、妹の優花よりバストが小さいことにコンプレックスを抱いている。
藤代 優花（ふじしろ ゆうか）
英樹の元義妹で、まどかの妹。英樹のことを「ヒデちゃん」と呼ぶ。まどかとは同学年だが、双子であるとの描写は無く年子と見られる。マイペースで若干、ドジっ娘気味。
下田（しもだ）
秀樹と同期の新任教師で、担当科目は英語。英樹と共同でクラス担任を受け持っている。

## スタッフ
- シナリオ - 南条巴
- 原画 - 文月紫
- 音楽 - フロンティア